# Germano di Talloires
Germano (... – Talloires, XI secolo) è stato il fondatore e primo priore del monastero benedettino di Talloires.  Il suo culto come santo è stato confermato da papa Leone XIII nel 1889.

## Biografia
Germano fu il primo priore del monastero benedettino di Talloires, sul lago di Annecy, fatto costruire nel 1018 da Rodolfo III, re di Borgogna, e da sua moglie Ermengarda. Si ritirò a vita eremitica in una grotta scavata nella roccia nei pressi del priorato e si recava in comunità solo per la recita dell'ufficio divino: morì ultracentenario.

## Culto
La fama di santità di Germano, unitamente a quella dei suoi compagni Rodolfo, Ismio, Ismidone e Iorio, rimase viva dopo la sua morte e i primi monaci di Talloires riscossero un culto popolare.
Francesco di Sales, vescovo del luogo, promosse il restauro dell'eremo di san Germano e il 28 ottobre 1621, insieme con suo fratello Giovanni Francesco, suo coadiutore, visitò il priorato di Talloires e sistemò le reliquie del santo in una nuova cassa e collocata sull'altare.
Il suo culto come santo fu confermato da papa Leone XIII con decreto del 9 maggio 1889.
Il suo elogio si legge nel martirologio romano al 28 ottobre.